# 朗特里亚克
朗特里亚克（法語：Lantriac，法語發音：[lɑ̃tʁijak]）是法国上卢瓦尔省的一个市镇，位于该省东南部，属于勒皮区。

## 地理
朗特里亚克（45°0'3"N, 4°0'15"E）面积22.83 平方千米，位于法国奥弗涅-罗讷-阿尔卑斯大区上盧瓦爾省，该省份为法国中南部省份，北起多姆山省和卢瓦尔省，西接康塔爾省，南至洛泽尔省，东临阿尔代什省。
与朗特里亚克接壤的市镇（或旧市镇、城区）包括：沃莱地区阿尔萨克、库邦、洛索讷、加泽耶河畔勒莫纳斯捷、圣日耳曼拉普拉德、圣于连-沙普特伊。

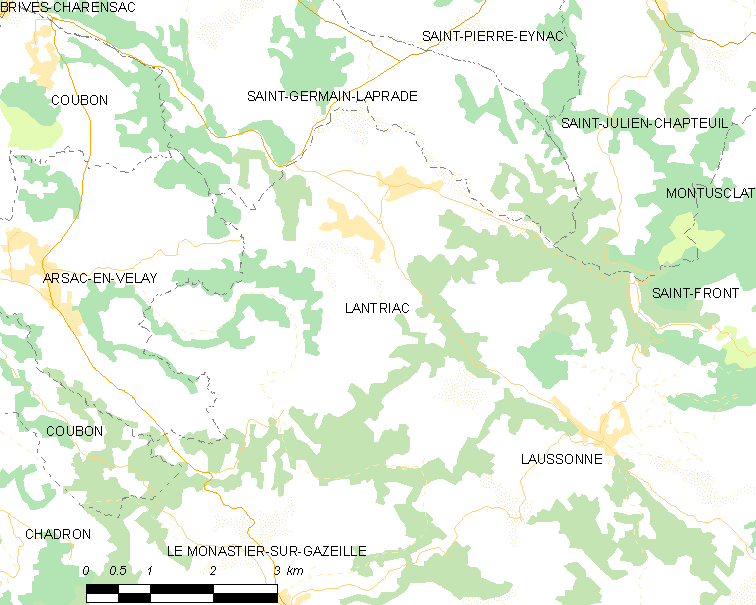
朗特里亚克的OSM定位图

朗特里亚克的时区为UTC+01:00、UTC+02:00（夏令时）。

## 行政
朗特里亚克的邮政编码为43260，INSEE市镇编码为43113。

## 政治
朗特里亚克所属的省级选区为梅藏县。

## 人口

1962-2008年间朗特里亚克人口变化图示

朗特里亚克于2022年1月1日时的人口数量为1929人。